# Stig Hegardt
Stig Bernhard Henriksson Hegardt, född den 31 maj 1902 i Tysslinge församling, Örebro län, död den 26 augusti 1986 i Djursholm, var en svensk jägmästare. Han var son till Henrik Hegardt och far till Henrik Hegardt.
Hegardt avlade avgångsexamen vid Skogshögskolan 1926. Han var skogschefsassistent vid Katrinefors 1930–1938 och skogschef där 1938–1964. Hegardt var slottsfogde på Drottningholm, Tullgarn och Rosersberg 1964–1974. Han blev hovjägmästare 1966. Hegardt var ordförande i Lundsbergs fastighetsaktiebolag och stiftelsen Lundsbergs skola 1956–1964. Han invaldes som ledamot av Skogs- och lantbruksakademien 1961. Hegardt blev riddare av Vasaorden 1962 och kommendör 1972. Han vilar på Djursholms begravningsplats.